# South Quay (DLR)
Station South Quay is een station van de Docklands Light Railway in het gebied Canary Wharf in de Londense borough Tower Hamlets. Het station werd in 1987 in gebruik genomen. Het ligt tussen de stations Heron Quays DLR station en Crossharbour & London Arena.